# Jean Augustin Jacques-Palotte
Pour les articles homonymes, voir Jacques-Palotte.
Jean Augustin Jacques-Palotte est un homme politique français né le 29 mars 1801 à Poilly-sur-Serein (Yonne) et décédé le 3 avril 1884 à Paris.

## Biographie
Procureur du roi à Tonnerre en 1828, il devient ensuite maître de forges à Serrigny. Conseiller général en 1834, il est député de l'Yonne de 1846 à 1848, siégeant avec le Tiers-Parti. Il est le père d’Émile Jacques-Palotte.

## Sources
- « Dictionnaire des parlementaires français de 1789 à 1889 (Adolphe Robert, Edgar Bourloton et Gaston Cougny) », sur gallica BNF (consulté le 7 décembre 2013)